# Black Reel Awards 2014
15. ročník předávání cen Black Reel Awards se konal dne 13. února 2014 ve Washingtonu D.C. Nejvíce nominací získaly filmy Fruitvale, Komorník a 12 let v řetězech, celkem 9. Nejvíce cen si domů odnesl snímek 12 let v řetězech, celkem 8.

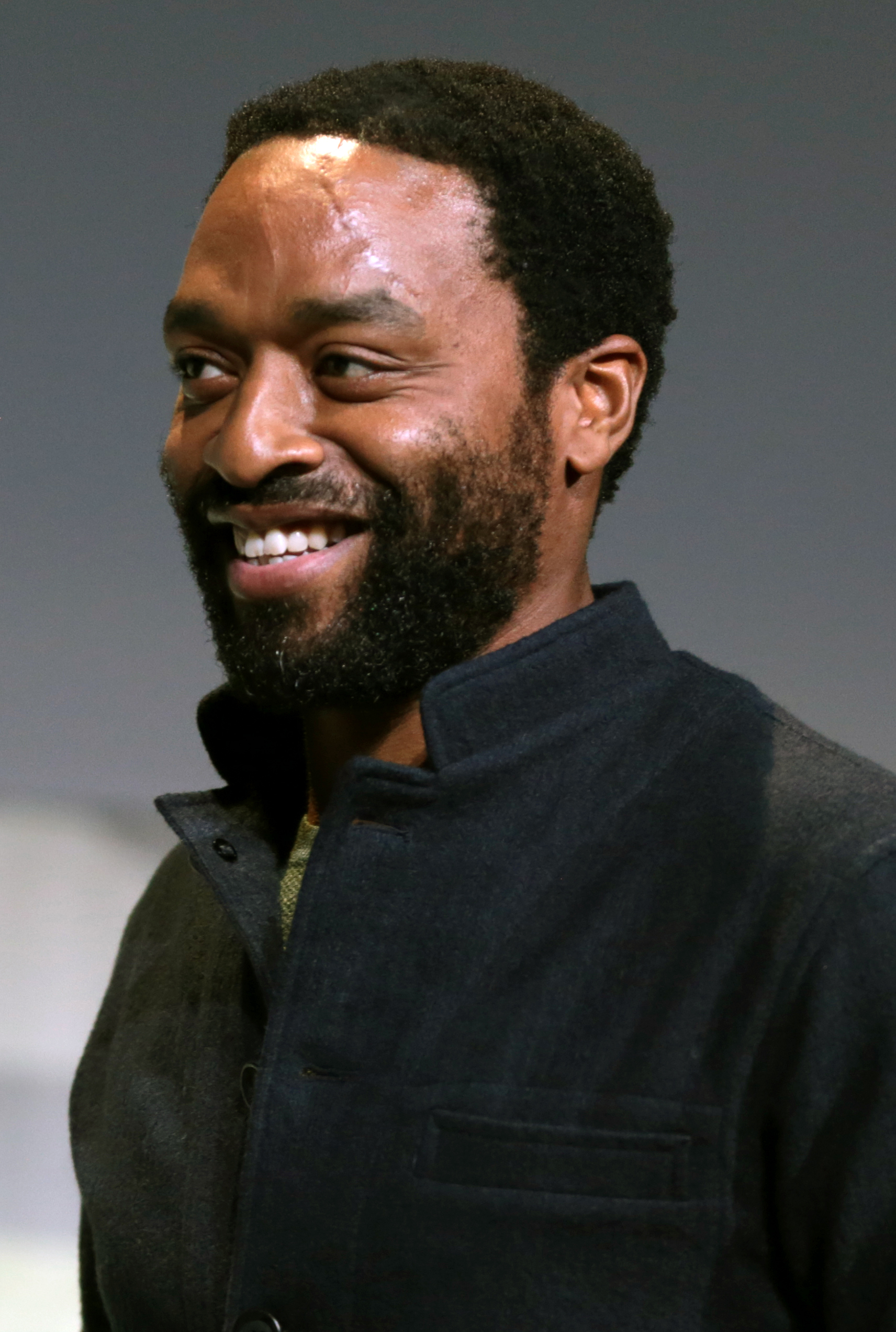
Chiwetel Ejiofor, vítěz v kategorii nejlepší mužský herecký výkon

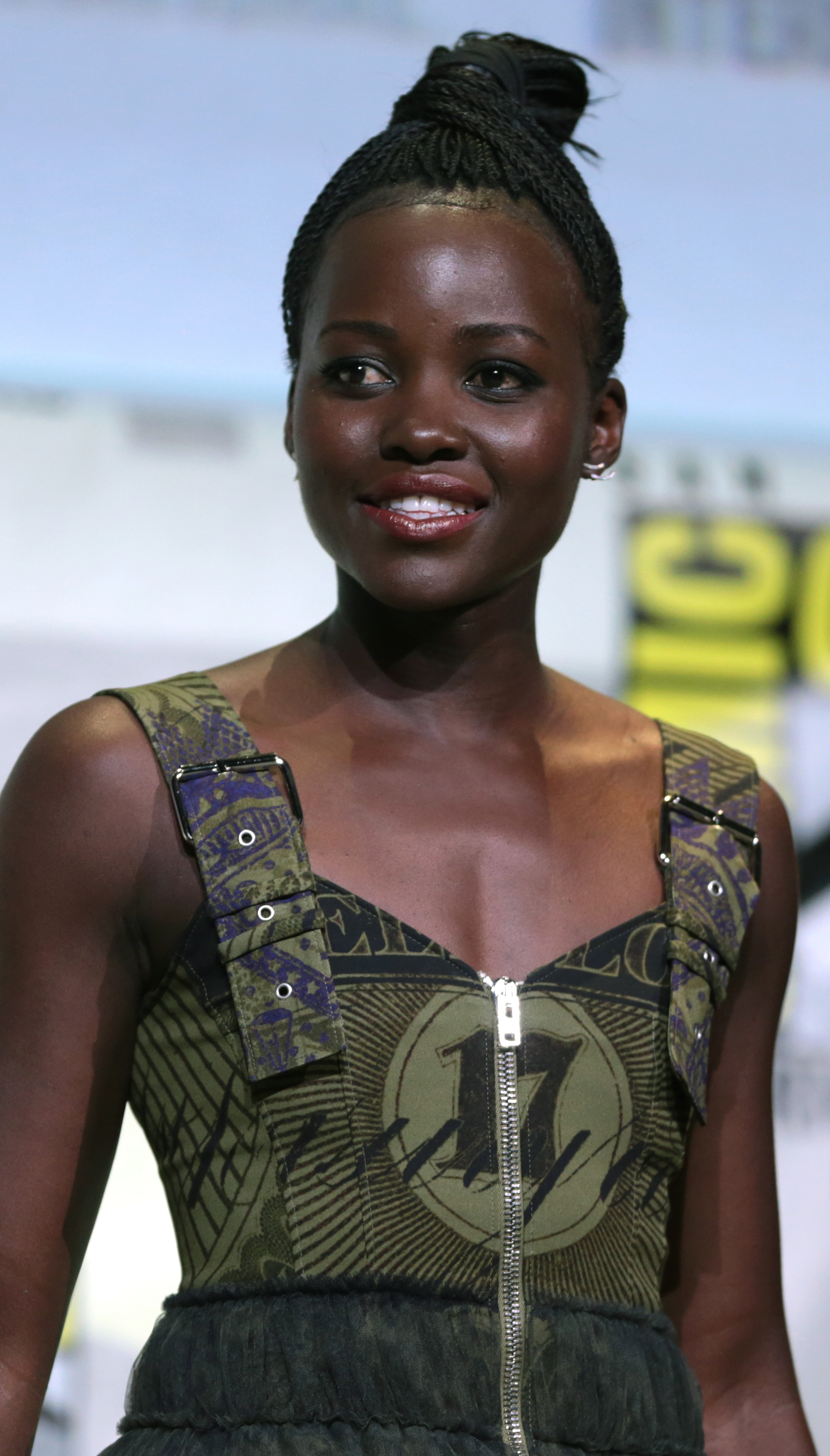
Lupita Nyong'o, vítězka v kategoriích nejlepší ženský herecký výkon ve vedlejší roli a objev roku (žena)

## Vítězové a nominace
| Nejlepší film | Nejlepší režie (film) |
| --- | --- |
| 12 let v řetězech - 42 - Komorník - Fruitvale - Mandela: Dlouhá cesta ke svobodě | Steve McQueen – 12 let v řetězech - Ryan Coogler – Fruitvale - Lee Daniels – Komorník - Malcolm D. Lee – The Best Man Holiday - George Tillman Jr. – The Inevitable Defeat of Mister and Pete                                                                            |
| Nejlepší mužský herecký výkon v hlavní roli | Nejlepší ženský herecký výkon v hlavní roli |
| Chiwetel Ejiofor – 12 let v řetězech - Idris Elba – Mandela: Dlouhá cesta ke svobodě - Michael B. Jordan – Fruitvale - Isaiah Washington – Blue Caprice - Forest Whitaker – Komorník | Danai Gurira – Georgova matka - Halle Berryová –Tísňová linka - Rosario Dawson – Trans - LisaGay Hamilton – Go for Sisters - Nia Long – The Best Man Holiday |
| Nejlepší mužský herecký výkon ve vedlejší roli | Nejlepší ženský herecký výkon ve vedlejší roli |
| Barkhad Abdi – Kapitán Phillips - David Oyelowo – Komorník - Nate Parker – Ain't Them Bodies Saints - Tequan Richmond – Blue Caprice - Lakeith Stanfield – Dočasný domov | Lupita Nyong'o – 12 let v řetězech - Melonie Diaz – Fruitvale - Naomie Harris – Mandela: Dlouhá cesta ke svobodě - Octavia Spencer – Fruitvale - Oprah Winfrey – Komorník                                                                                                |
| Objev roku – muž | Objev roku – žena |
| Barkhad Abdi – Kapitán Phillips - Chadwick Boseman – 42 - Skylan Brooks – The Inevitable Defeat of Mister and Pete - Tequan Richmond – Blue Caprice - Lakeith Stanfield – Dočasný domov | Lupita Nyong'o – 12 let v řetězech - Melonie Diaz – Fruitvale - Danai Gurira – Georgova matka - Lindiwe Matshikiza – Mandela: Dlouhá cesta ke svobodě - Tashiana Washington – Gimme the Loot                                                                             |
| Nejlepší castingový režisér | Nejlepší scénář |
| Francine Maisler – 12 let v řetězech - Leah Daniels a Billy Hopkins – Komorník - Nina Henninger – Fruitvale - Julie Hutchinson – The Best Man Holiday - Victoria Thomas – 42 | John Ridley – 12 let v řetězech - Ryan Coogler – Fruitvale - Malcolm D. Lee – The Best Man Holiday - Kasi Lemmons – Vánoce v Harlemu - Michael Starburry – The Inevitable Defeat of Mister and Pete                                                                      |
| Nejlepší dokument | Nejlepší hlas (dabing) |
| 20 Feet from Stardom – Gil Friesen a Caitrin Rogers - Free Angela and all Political Prisoners – Jay Z, Will Smith a Jada Pinkett Smith - Bůh miluje Ugandu – Roger Ross Williams - The Trials of Muhammad Ali – Bill Siegel - Venus and Serena – Maiken Baird a Michelle Major                                                 | Samuel L. Jackson – Turbo - Beyoncé – Království lesních strážců - Keith David – Ptačí úlet - Snoop Dogg – Turbo - Maya Rudolph – Turbo |
| Nejlepší nezávislý film | Nejlepší nezávislý dokument |
| Blue Caprice – Alexandre Moors - Georgova matka – Andrew Dosunmu - Things Never Said – Charles Murray - An Oversimplification of Her Beauty – Terence Nance - Go for Sisters – John Sayles | The New Black – Yoruba Richen - Africa: The Beat – Javier Arias Bal, Polo Vallejo a Manuel Velasco - I Want My Name Back – Roger Paradiso - Lenny Cooke – Benny a Joshua Safdie - Unheard: Black Women in Civil Rights – Nev Nnaji                                       |
| Nejlepší nezávislý krátkometrážní film | Nejlepší cizojazyčný film |
| Black Girl in Paris – Kiandra Parks - A Different Tree – Steven Caple Jr. - African Cowboy – Rodney Charles - Sweet Honey Chile – Talibah Newman - They Die by the Dawn – Jeymes Samuel | Malá čarodějka (Kanada) – Kim Nguyen - Better Mus' Come (Jamajka) – Storm Saulter - Domov neznámý (Kanada) – Sudz Sutherland - Nežít jen napůl (Keňa) – David Gitonga - Storage 24 (Spojené království) – Johannes Roberts                                               |
| Nejlepší píseň | Nejlepší skladatel |
| „Desperation“ – 20 Feet from Stardom – Judith Hill - „Happy“ – Já, padouch 2 – Pharrell Williams - „In the Middle of the Night“ – Komorník – Fantasia - „Queen of the Field (Patsey's Song)“ – 12 let v řetězech – Alicia Keys - „You and I Ain't Nothin' No More“ Komorník – Gladys Knight                                    | Hans Zimmer – 12 let v řetězech - Stanley Clarke – The Best Man Holiday - Ludwig Göransson – Fruitvale - Mark Isham – 42 - Rodrigo Leao – Komorník |
| Nejlepší TV film nebo minisérie | Nejlepší režie (TV film/minisérie) |
| Mike Tyson: Naprostá pravda (HBO) – Spike Lee a Mike Tyson - Being Mary Jane (BET) – Gabrielle Union, Salim Akil a Mara Brock Akil - Betty and Coretta (Lifetime) – Polly Anthony a Jaja Johnson - CrazySexyCool: The TLC Story (VH1) – Bill Diggins a Jill Holmes - The Watsons Go to Birmingham (Hallmark) – Tonya Lewis Lee | Spike Lee – Mike Tyson: Naprostá pravda (HBO) - Salim Akil – Being Mary Jane (BET) - Rockmond Dunbar – Pastor Brown (Lifetime) - Kenny Leon – The Watsons Go to Birmingham (Hallmark) - Charles Stone III – CrazySexyCool: The TLC Story (VH1)                           |
| Nejlepší mužský herecký výkon v hlavní roli (TV film/minisérie) | Nejlepší ženský herecký výkon v hlavní roli (TV film/minisérie) |
| Chiwetel Ejiofor – Dancing on the Edge (Starz) - Keith David – Pastor Brown (Lifetime) - Omari Hardwick – A Christmas Blessing (TV One) - Ernie Hudson – Pastor Brown (Lifetime) - Mike Tyson – Mike Tyson: Naprostá pravda (HBO)                                                                                              | Anika Noni Rose – The Watsons Go to Birmingham (Hallmark) - Angela Bassettová – Betty and Coretta (Lifetime) - Keke Palmer – CrazySexyCool: The TLC Story (VH1) - Salli Richardson-Whitfield – Pastor Brown (Lifetime) - Gabrielle Union – Being Mary Jane (BET)         |
| Nejlepší mužský herecký výkon ve vedlejší roli (TV film/minisérie) | Nejlepší ženský herecký výkon ve vedlejší roli (TV film/minisérie) |
| Omari Hardwick – Being Mary Jane (BET) - Richard Brooks – Being Mary Jane (BET) - Danny Glover – Muhammad Ali: Největší souboj (HBO) - Wood Harris – The Watsons Go to Birmingham (Hallmark) - Ernie Hudson – Pět příběhů šílenství (Lifetime)                                                                                 | Octavia Spencer – Pět příběhů šílenství (Lifetime) - Loretta Devine – Saving Westbrook High (UP) - Audra McDonald – The Sound of Music Live! (NBC) - Nicole Ari Parker – Pastor Brown (Lifetime) - LaTanya Richardson – The Watsons Go to Birmingham (Hallmark)          |
| Nejlepší scénář (TV film/minisérie) | Nejlepší TV dokument/TV speciál |
| Mara Brock Akil – Being Mary Jane(BET) - Rhonda Baraka – Pastor Brown (Lifetime) - Caliope Brattlestreet, Stephen Glantz a Tonya Lewis Lee – The Watsons Go to Birmingham (Hallmark) - Kate Lanier – CrazySexyCool: The TLC Story (VH1) - Kiki Tyson – Mike Tyson: Naprostá pravda (HBO)                                       | Whoopi Goldberg – Whoopi Goldberg Presents Moms Mabley (HBO) - D. Channsin Berry a Bill Duke – Dark Girls (OWN) - Ava DuVernay – Venus vs. (ESPN) - Ron Howard – Made in America (Showtime) - Bob Smeaton – American Masters: Jimi Hendrix: Hear My Train a Comin' (PBS) |